# Szczęsne (województwo warmińsko-mazurskie)
Szczęsne – wieś w Polsce położona w województwie warmińsko-mazurskim, w powiecie olsztyńskim, w gminie Purda. W latach 1975–1998 miejscowość położona była w województwie olsztyńskim. Wieś znajduje się w historycznym regionie Warmia.
Wieś lokowana w 1352 r. na 50 włókach na prawie chełmińskim, z 10 letnia wolnizną, kiedy to niejaki Girhard otrzymał ziemię w lesie zwanym Rudenik celem założenia wsi o nazwie Schönwalde. Zasadźca otrzymał ponadto 7 włók wolnych oraz przywilej na założenie karczmy. Połowę czynszu z karczmy otrzymywać miała kapituła warmińska.